# SpeciAlisa
『SpeciAlisa』（スペシャリサ）は、2011年5月25日に発売された、観月ありさの6枚目のオリジナル・アルバム。規格品番：AVCT-10179

## 概要
歌手デビュー20周年記念としての本作は、前作の『innocence』から約11年半ぶりのオリジナル・アルバムとなった。この11年間に発売したシングルは全て未収録となり、シングルを1曲も収録していないアルバムとなった（後に2曲をシングル・カット）。
アルバム・タイトルは、"special"（特別な）と"Alisa"（観月は20歳ごろから自らの名をこう英文表記している）を掛けている。
アルバムのテーマは「絆」。観月自身が本人の人脈から、交流のあるアーティストに直接楽曲提供をオファーして作られた。『伝説の少女』の尾崎亜美、『エデンの都市』の岸谷香 、『TOO SHY SHY BOY!』の小室哲哉といった往年のヒット曲の提供者に加え、小泉今日子やMicro(Def Tech) など個人的に交友関係のあるアーティストが参加している。
富士フイルムのCM曲や映画『7月7日、晴れ』の主題歌を担当するなど縁があり、観月がかねてより楽曲提供を熱望していたDREAMS COME TRUE には、コンサートツアーの楽屋で中村正人に直接オファー。『あなたが笑えば』の制作が実現した。
ブックレットには、それぞれの楽曲提供者からデビュー20周年を迎えた観月へのメッセージ文が、また最後には観月自身からの謝辞が記載されている。
『あなたが笑えば』『Will Love』『ALISA IN WONDERLAND』の3曲について、ミュージック・ビデオが制作されている。『ALISA IN WONDERLAND』については、提供者であるMicroも出演している。

## キャンペーン
CD発売に合わせて2011年4月22日より、アメーバブログ、GREE、モバゲーおよび観月の所属事務所であるヴィジョンファクトリーの携帯サイトにて期間限定のブログが開設された。内容はすべて同一である。5月13日から発売日の5月25日まで、ほぼ連日でアルバム所収各曲の解説が投稿された。
同年5月15日のデビュー20周年記念日に、初めてライブを行ったShibuya eggmanで招待制のリリースイベント「観月ありさ 20周年 Anniversary Album リリースイベント」を開催した。
同年6月5日には、赤坂BLITZで1日限りのプレミアムライブ「The SpeciAlisa Day」が昼夜2回公演で開催された。本アルバムに参加した尾崎亜美、WISE、Tarantula (Spontania）、369、Micro がゲスト出演した。

## 収録曲
1. あなたが笑えば
  - 作詞：吉田美和／作曲・編曲：中村正人 (DREAMS COME TRUE)
  - 歌詞は吉田が東日本大震災直後に、観月が笑えば世間も明るくなるとの思いを込めて書いたもの[1]。
  - 後にDREAMS COME TRUEが6年後の2017年に18thアルバム『THE DREAM QUEST』にて同曲をセルフカバー。
2. Don't Stop Now
  - 作詞・作曲：小室哲哉／編曲：小室哲哉・久保こーじ
  - 小室と観月のタッグは1998年の『oh-darling』 (convertible名義) 以来。偶然出会った飲食店でオファーし快諾を受けた。
3. Heroines!
  - 作詞：Kanata Nakamura／作曲：Charlie Mason ・ Frida Molander ・ Christian Rabb／編曲・プロデュース：JIN
  - 歌詞も「女子たち頑張れ!」って応援ソング[2]。
  - フジテレビ系土曜プレミアム「ナースのお仕事 再会編」主題歌。
  - 2014年12月10日にシングルカットされる。
4. You're my best friend
  - 作詞・作曲：BONNIE PINK／編曲：Curly Giraffe
  - 歌詞のテーマは男女の友情[3]。
5. 星の果て
  - 作詞・作曲：川村結花／編曲：旭純
  - 自身が主演したTBS系連続ドラマ「華和家の四姉妹」主題歌。
  - 川村とはボイストレーナーが同じで、トレーニングの順番が前後していることが多いという関係[4]。
  - 「紫ピンク」という色をイメージに作った曲[2]。
  - 2011年8月17日にシングルカット。ミュージック・ビデオも制作された。
6. わたし
  - 作詞・作曲：岸谷香／編曲：鎌田雅人
  - 岸谷香との再会は「エデンの都市」を提供されて以来20年ぶりとなった。
  - フジテレビ系赤と黒のゲキジョー「ナースのお仕事 離島編」主題歌。
  - 2014年12月10日にシングルカットされる。
7. Jewel
  - 作詞・作曲・編曲：尾崎亜美
  - リリースイベントおよびプレミアムライブでも尾崎がゲスト出演し、『伝説の少女』とともに尾崎のピアノ伴奏のみで歌い上げた。
8. I don't mind, if you forget me
  - 作詞・作曲：綾小路翔 (氣志團)／編曲：高野勲
9. To Your Heart feat. WISE & Tarantula from スポンテニア
  - 作詞：WISE・Tarantula from スポンテニア・ NaNa★MUSiC
  - 作曲：UTA・WISE・Tarantula from スポンテニア／編曲：UTA
  - 東日本大震災後に制作されたメッセージソング。
10. Will Love
  - 作詞・作曲：lecca／編曲：lecca ・ Tatsuyuki Okawa
  - leccaの所属事務所社長(GTSのDJ GEE)と観月が飲み仲間。
  - leccaにとって初の楽曲提供となった[5]。
11. Lyra feat. 369
  - 作詞：369／作曲・編曲：tasuku
12. ALISA IN WONDERLAND
  - 作詞：Micro (Def Tech) ・観月ありさ・ mamamarock (永岡昌憲)
  - 作曲・編曲：Micro
  - オファー3日後に Micro が曲を書き上げ、観月がいた美容院に駆けつけて聴かせたという[6]。
  - 本作からシングルカットされた「星の果て」のC/W曲としても収録。
13. 私は泣かない
  - 作詞：小泉今日子／作曲：大橋好規
  - 小泉とはデビュー前に初めて会って以来、20年来の友人関係。